# Wikimania
Wikimania là tên gọi của hội nghị quốc tế thường niên được Wikimedia Foundation tổ chức. Lần gặp mặt đầu tiên diễn ra vào năm 2005 ở thành phố Frankfurt, Đức. Nội dung được đem ra thảo luận ở mỗi kỳ họp bao gồm giới thiệu các dự án của Wikimedia, giới thiệu về các cộng đồng wiki toàn thế giới, hướng sử dụng các phần mềm mã nguồn mở, cũng như khái niệm phát triển hệ thống dưới dạng tri thức tự do (GNU).

## Các kỳ hội thảo
| Logo                                                                    | Hội thảo       | Thời gian     | Địa điểm                 | Tham dự   | Tài liệu lưu trữ                                                            |
| ----------------------------------------------------------------------- | -------------- | ------------- | ------------------------ | --------- | --------------------------------------------------------------------------- |
| Logo of the Wikimania 2005 conference, held in Frankfurt, Germany       | Wikimania 2005 | 5–7 tháng 8   | Frankfurt, Đức           | 380       | slides, video                                                               |
| Logo of the Wikimania 2006 conference, held in Cambridge, Massachusetts | Wikimania 2006 | 4–6 tháng 8   | Cambridge, Mass., Hoa Kỳ | 400       | slides and papers, video                                                    |
| Logo of the Wikimania 2007 conference, held in Đài Bắc, Đài Loan        | Wikimania 2007 | 3–5 tháng 8   | Đài Bắc, Đài Loan        | 440       | Commons gallery                                                             |
| Logo of the Wikimania 2008 conference, held in Alexandria, Egypt        | Wikimania 2008 | 17–19 tháng 7 | Alexandria, Ai Cập       | 650       | abstracts Lưu trữ ngày 6 tháng 2 năm 2011 tại Wayback Machine, slides,video |
| Logo of the Wikimania 2009 conference, held in Buenos Aires, Argentina  | Wikimania 2009 | 26–28 tháng 8 | Buenos Aires, Argentina  | 559       | slides, video                                                               |
| Logo of the Wikimania 2010 conference, held in Gdańsk, Poland           | Wikimania 2010 | 9–11 tháng 7  | Gdańsk, Ba Lan           | about 500 | slides                                                                      |
| Logo of the Wikimania 2011 conference, held in Haifa, Israel            | Wikimania 2011 | 4–7 tháng 8   | Haifa, Israel            | 720       | presentations, video                                                        |
| Logo of the Wikimania 2012 conference, held in Washington DC, US        | Wikimania 2012 | 12–15 tháng 7 | Washington, D.C., Hoa Kỳ | 1,400     | presentations, videos                                                       |
| Logo of Wikimania 2013                                                  | Wikimania 2013 | 7–11 tháng 8  | Hong Kong, Trung Quốc    | 700       | presentations, videos                                                       |
| The logo of Wikimania 2014                                              | Wikimania 2014 | 6–10 tháng 8  | London, United Kingdom   | 1,762     | presentations, videos                                                       |
| Logo of Wikimania 2015                                                  | Wikimania 2015 | 15–19 tháng 7 | Mexico City, Mexico      | 800       | presentations, videos                                                       |
| Logo of Wikimania 2016                                                  | Wikimania 2016 | 21–28 tháng 6 | Esino Lario, Italy       | 1200      | presentations, videos                                                       |
| The logo of Wikimania 2017                                              | Wikimania 2017 | 9–13 tháng 8  | Montreal, Quebec, Canada | 1,000     | presentations, videos                                                       |

## Wikimania 2005

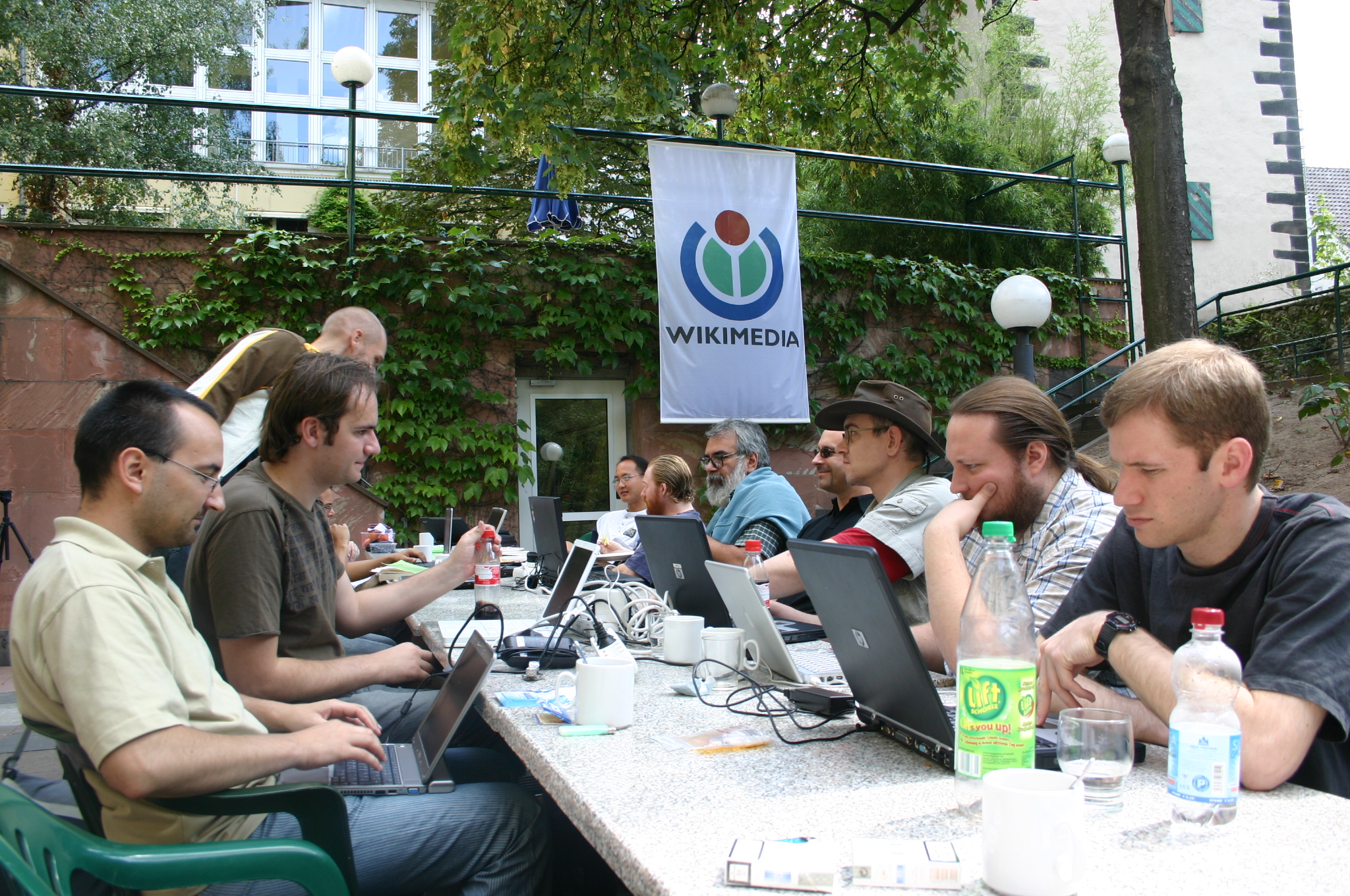

Hội thảo Wikimania lần đầu tiên được tổ chức tại trung tâm Haus der Jugend (Ngôi nhà của tuổi trẻ), thành phố Frankfurt (Đức) từ mùng 5 tháng 8 đến mùng 7 tháng 8, năm 2005. Đây là cuộc gặp gỡ lớn đầu tiên được tổ chức sau khi Wikipedia đã đi vào hoạt động được gần 5 năm.
Trước khi hội nghị chính thức khai mạc, từ ngày mùng 1 tháng 8 đến mùng 4 tháng 8, năm 2005, 25 lập trình viên thuộc MediaWiki cũng đã nhóm họp trước tại Frankfurt trong chương trình mang tên Hacking Days, để thảo luận xây dựng hệ thống mã cũng như các khía cạnh kỹ thuật của bộ phần mềm wiki này.
Nội dung chính của Wikimania đầu tiên xoay quanh việc tham luận về văn hóa wiki, các công nghệ liên quan đến nói, cũng như mô hình về một thế giới chia sẻ tri thức. Tại hội nghị, người sáng lập ra Wikipedia, Jimmy Wales, trong bài phát biểu của mình cũng nêu ra 10 hướng phát triển của wiki.
Một số đài truyền hình Đức và Hà Lan (như Arte) đã đến quay và đưa tin về cuộc hội thảo.

## Wikimania 2006

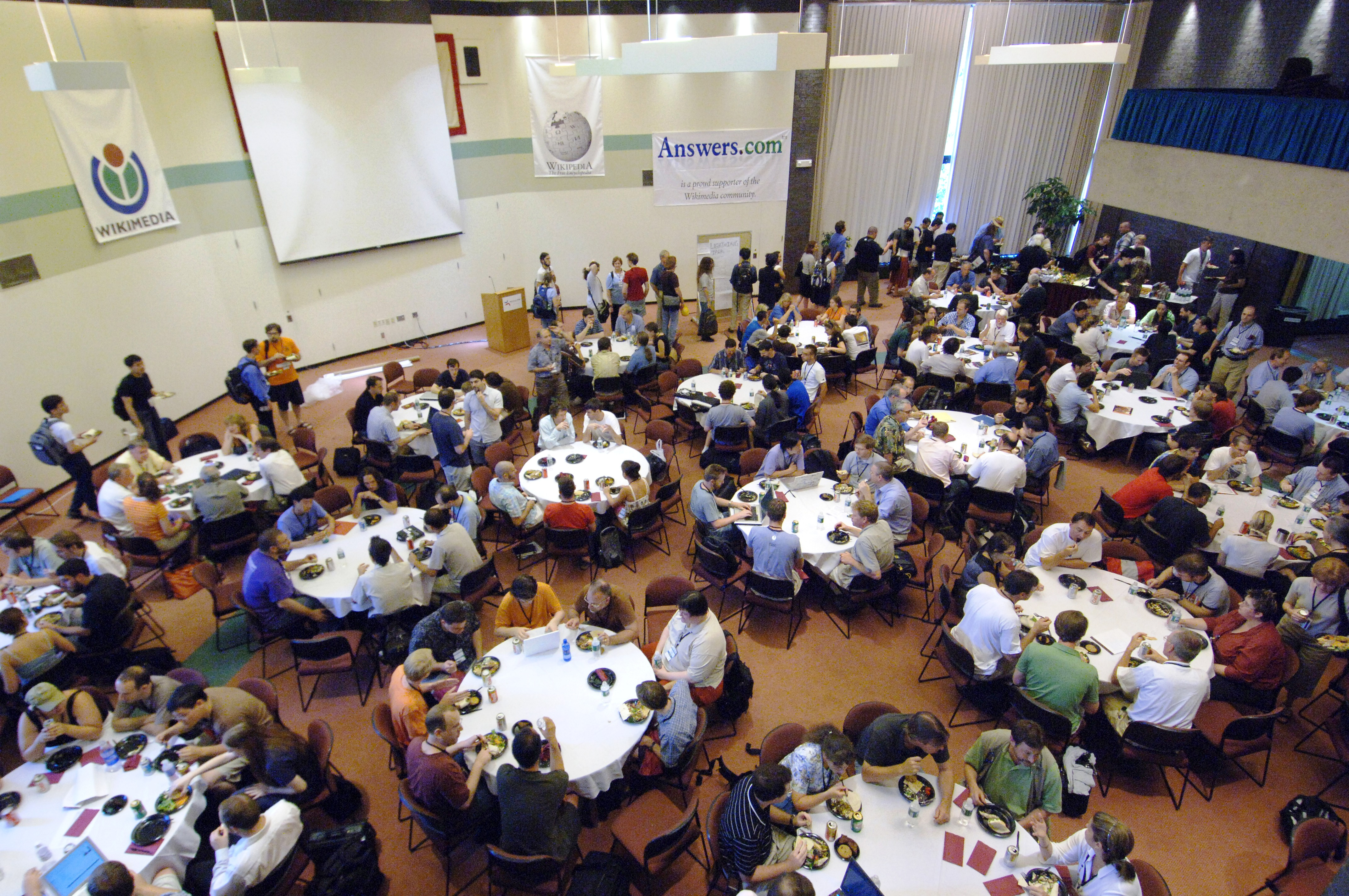

Wikimania lần hai được tổ chức tại Berkman Center for Internet & Society của Trường Luật Harvard, tại thành phố Boston, Massachusetts (Hoa Kỳ). Có khoảng từ 400 đến 500 người tham gia.
Những người tham gia phát biểu tải hội nghị lần này gồm có Jimmy Wales, Lawrence Lessig, Brewster Kahle, Yochai Benkler, Mitch Kapor, Ward Cunningham và David Weinberger. Toàn bộ bài phát biểu của Jimmy Wales được hãng tin Associated Press lấy trọn vẹn và cho đăng trên nhiều tờ báo giấy có tiếng trên toàn thế giới.
Trong dịp này, tổ chức cũng công bố Wikipedia sẽ được cài đặt trên những chiếc máy tính được phát trong chương trình One Laptop per Child (Một máy tính xách tay cho mỗi trẻ em). Dự án Wikiversity và một ban tư vấn (Advisory board) cho Wikimedia cũng chính thức được thành lập. Sự phát triển này nhờ nguồn giúp đỡ tài chính của các đối tác tư nhân như Wikia, Inc. và Socialtext.
Các thành phố xin quyền đăng cai Wikimania lần này ngoài Boston còn có London (Anh), Milano (Ý) và Toronto (Canada). Chỉ có Toronto cùng Boston lọt vào vòng lựa chọn thứ hai. Nếu thành phố của Canada thắng cử, Wikimania 2006 có lẽ đã được tổ chức tại trung tâm Bahen Centre, nằm trong khuôn viên Đại học Toronto.

## Wikimania 2007

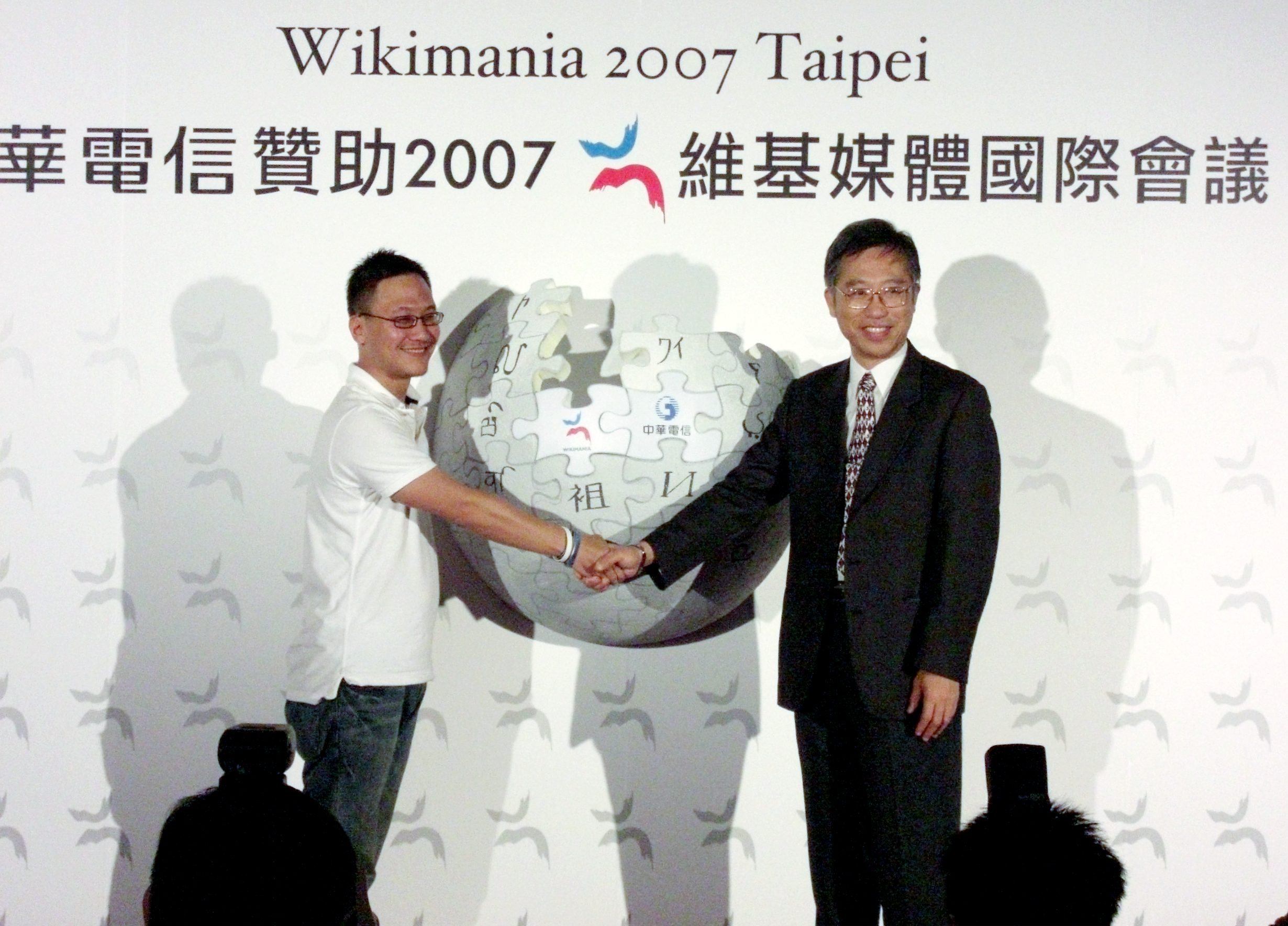

Ngày 25 tháng 9 năm 2006, Wikimedia công bố chọn Đài Bắc làm nơi tổ chức Wikimania lần thứ ba. Đây là phần thưởng xứng đáng cho cộng đồng Wikipedian Đài Loan khi đưa phiên bản tiếng Hoa lên vị trí thứ 12 trong bảng xếp hạng những phiên bản ngôn ngữ thuộc Wikipedia.
Cạnh tranh giành quyền đăng cai lần này với Đài Bắc ở vòng lựa chọn cuối cùng còn có London, Alexandria (Ai Cập) và Torino (Ý). Các thành phố khác là Hồng Kông, Singapore, Istanbul (Thổ Nhĩ Kỳ) và Orlando, Florida đã không vượt qua được vòng bỏ phiếu đầu tiên. Các cộng đồng wiki tại Genève (Thụy Sĩ), Chicago, Illinois và Las Vegas, Nevada cũng có ý định xin đăng cai nhưng cuối cùng vẫn không thấy đăng ký một cách chính thức.
Kỳ hội thảo lần này được tổ chức khá kỹ lưỡng. Lần đầu tiên một khóa đào tạo dành cho các tình nguyện viên được tổ chức. Tội cuộc họp mặt của các thành viên wiki Đài Loan vào mùa đông năm 2006, các tình nguyện viên đã có khóa học ngắn về văn hóa wiki cũng như một số kỹ năng phục vụ cho dự án trong môi trường làm việc quốc tế.
Khoảng 440 đại biểu tham dự đại hội tại Trung tâm Hoạt động Thanh niên Hải ngoại Kiếm Đàm (劍潭海外青年活動中心舉行 Chien Tan Overseas Youth Activity Center, CYOTAC), trong đó hơn nửa là người Đài Loan.

## Wikimania 2008

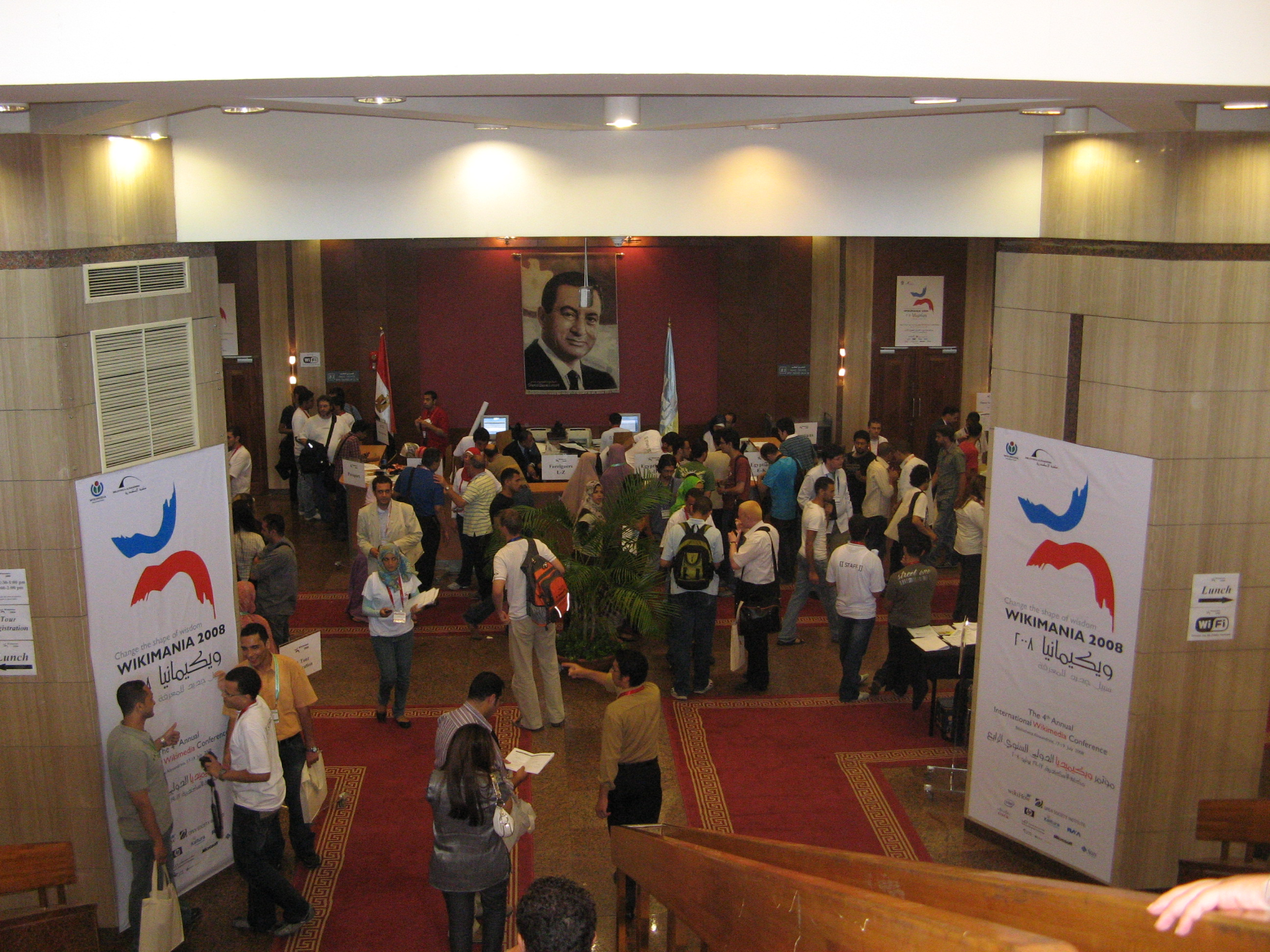

Wikimania 2008 được tổ chức tại Alexandria, Ai Cập từ ngày 17 cho đến ngày 19 tháng 7, năm 2008. Hai thành phố khác cũng xin quyền đăng cai là Atlanta, Georgia và Cape Town (Nam Phi). Karlsruhe (Đức), London và Toronto nửa chừng xin rút lui để tập trung cho việc xin tổ chức hội nghị năm 2009. Đã có một làn sóng phản đối nhỏ về sự lựa chọn địa điểm tổ chức Wikimania lần này vì Ai Cập vẫn kiểm duyệt báo chí và cho phép bỏ tù blogger đối lập với chính quyền.
Các bài tham luận lần này xoay quanh chủ đề định hướng cách thức hoạt động và phát triển Wikipedia trong thời gian tới. Trong đó có việc giới thiệu một số dự án, ý tưởng và công cụ cho phép tăng chất lượng bài viết trên Wikipedia, sự hỗ trợ giữa các cộng đồng ngôn ngữ khác nhau trong phát triển dự án. Đồng thời, tìm ra một hướng đi hợp lý, vẫn giữ được tính mở của cộng đồng, cho phép thành viên mới không bị ngợp trong môi trường hoạt động của Wikipedia ngày càng chuyên nghiệp với một lượng thành viên nhiều kinh nghiệm.
Hai cộng đồng Wikipedia Serbia và Wikipedia tiếng Ả Rập cũng có bài giới thiệu về mình tại ngày họp thứ hai của hội nghị.
Địa điểm diễn ra Wikimania lần này là Trung tâm hội nghị của thư viện Alexandria (Bibliotheca Alexandrina).

## Wikimania 2009
Wikimania 2009 đã được tổ chức tại Buenos Aires, Argentina. Cuộc chạy đua giành quyền đăng cai hội nghị năm này là cuộc đua song mã giữ thành phố thủ đô của Argentina và Toronto. Brisbane (Úc) và Karlsruhe cũng đăng ký xin đăng cai, nhưng sau đó rút lui. Đây là lần thứ hai Toronto thất bại tại vòng bỏ phiếu cuối cùng trong cuộc đua xin giành quyền tổ chức Wikimania.

## Wikimania 2011
Wikimania 2011 là dịp hội nghị lần thứ 7 diễn ra tại Haifa, Israel từ ngày 4 đến ngày 7 tháng 8 năm 2011

## Wikimania 2012
Wikimania 2012 là dịp hội nghị lần thứ 8 diễn ra tại Washington, D.C., Hoa Kỳ từ ngày 12 đến ngày 15 tháng 7 năm 2012. 